# Фёрнер, Эрик
Эрик Фёрнер (норв. Erik Førner; 24 сентября 1963, Осло) – норвежский государственный деятель, дипломат.
Учился в университете Осло, кандидат экономики. С 1991 года начал работать в Министерстве иностранных дел Норвегии. В 2003 году назначен заместителем руководителя, в 2004 году возглавил отдел МИДа, затем с 2066 по 2011 год работал советником в посольстве Норвегии в Швеции. 
С 2012 по 2018 год работал послом Норвегии на Филиппинах. С 2018 года – посол в Швейцарии, Лихтенштейне и Ватикане.